# Danuta Kuźnicka
Danuta Kuźnicka – polska teatrolożka, doktor habilitowana nauk humanistycznych.

## Życiorys
W 1976 ukończyła studia polonistyczne na Uniwersytecie Warszawskim. W 1985 otrzymała w Instytucie Sztuki Polskiej Akademii Nauk stopień doktora na podstawie rozprawy poświęconej powojennym polskim inscenizacjom Hamleta Williama Shakespeare'a, którą napisała pod kierunkiem Janusza Deglera. W 2008 również w Instytucie Sztuki PAN uzyskała habilitację na podstawie rozprawy poświęconej przedstawieniom Jerzego Grzegorzewskiego.
Od 1976 pracuje w Instytucie Sztuki PAN (obecnie na stanowisku profesora instytutu). W poprzednich latach wykładała w Akademii Teatralnej im. Aleksandra Zelwerowicza w Warszawie. Jej zainteresowania naukowe związane są z teatrem współczesnym i pograniczem sztuk teatralnych i plastycznych.

## Monografia autorska
Obszary zwątpień i nadziei. Inscenizacje Jerzego Grzegorzewskiego 1966–2000, Warszawa 2006.